# Museu Nacional do Exército (Reino Unido)

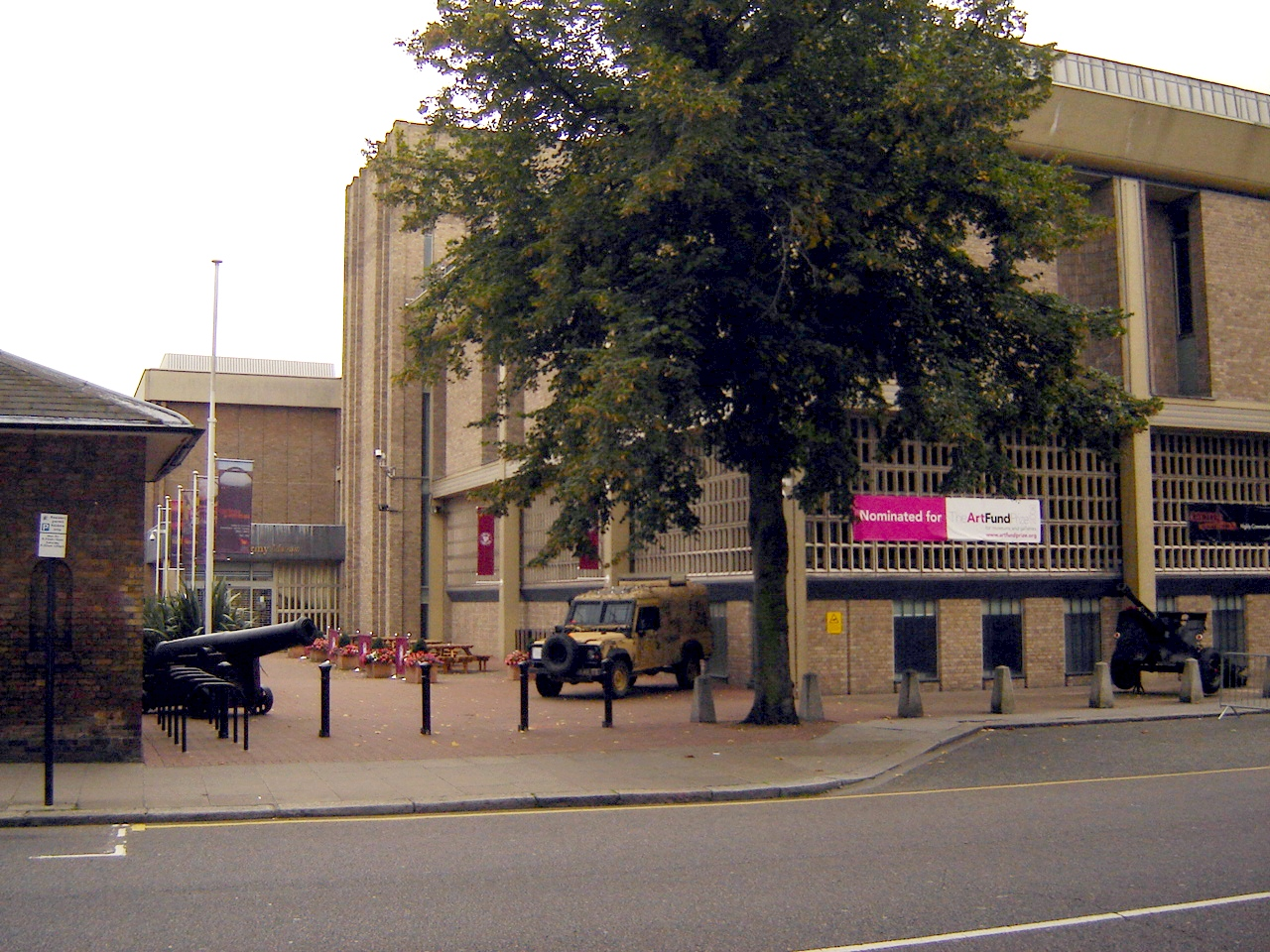

O National Army Museum é o principal museu do Exército Britânico. Ele está localizado no distrito Chelsea, na região central de Londres, Inglaterra, ao lado do Royal Hospital Chelsea. O National Army Museum é aberto ao público todos os dias do ano, das 10 da manhã às 17:30, exceto em 24-26 dezembro e 1º de janeiro. A entrada é gratuita.

## História
O National Army Museum tem como patrono Sir Gerald Templer, que ajudou a financiar a construção do espaço. Ele foi criado com a intenção de primeiro coletar , preservar e exibir objetos e arquivos referentes ao exército britânico, assim como promover o interesse em pesquisas em torno da instituição. Após a reforma, o dirigentes do museu estabeleceram uma nova meta para o espaço, que ao invés de promover a instituição, deverá permitir ao público ter contato com a história das  ações do exército inglês. 

## Reforma
De maio de 2014 até 30 de março de 2017, o museu permaneceu fechado para o publico, permitindo assim uma reforma no espaço. Após a conclusão das obras, a rainha em pessoa participou da reabertura do museu.

## Atrações
Com a reforma, o museu ganhou algumas atrações especiais e interativas, como simuladores de tiro e de tanques de guerra, que podem ser usados pelos visitantes através de aparelhos 3D.